# Dmytro Tereščenko
Dmytro Jurijovyč Tereščenko (in ucraino Дмитро Юрійович Терещенко?; Pavlohrad, 4 aprile 1987) è un ex calciatore ucraino, di ruolo centrocampista.

## Carriera
Ha giocato nella prima divisione del campionato bielorusso.

## Palmarès

### Club

#### Competizioni nazionali
- Peršaja Liha: 1

Dnjapro Mahilëŭ: 2012